# Agua Amarga

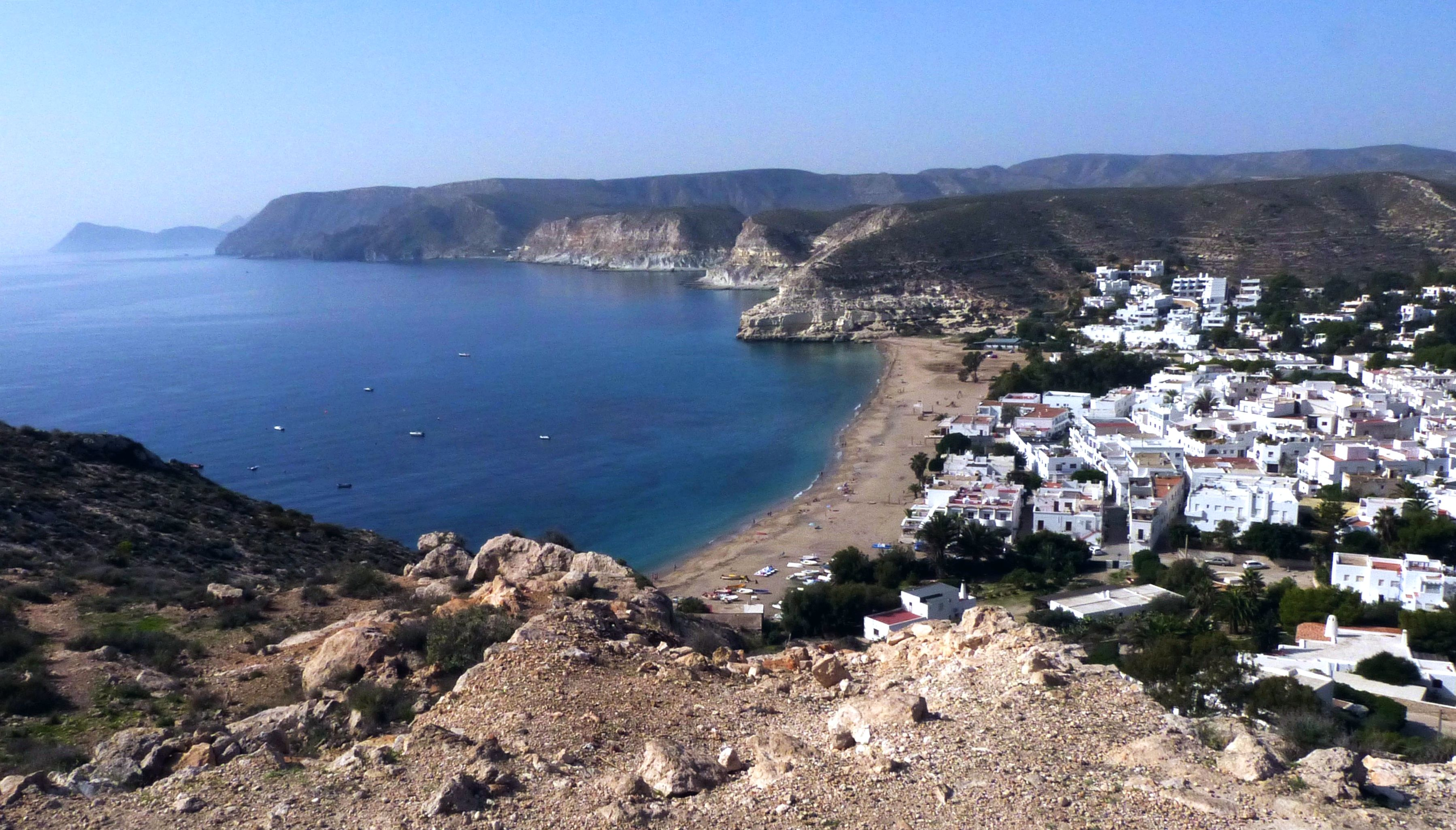

## Agua Amarga
Agua Amarga est un village d’Espagne, dans la province d'Almería, communauté autonome d’Andalousie. Il est situé à 45km d'Almería, dans le Parc naturel de Cabo de Gata-Níjar.

## Chemin de fer Lucainena de las Torres - Agua Amarga
En 1896 commença l'exploitation d'une mine de fer dans la colline de Lucainena de las Torres. Le minerai était alors transporté par voie ferrée à Agua Amarga, pour ensuite l'expédier à destination du nord de l'Espagne. À cette fin, il a été construit un chemin de fer (Chemin de fer Lucainena de las Torres - Agua Amarga) dont les vestiges sont encore visibles par endroits aujourd'hui.
Au début de la guerre civile (guerre d'Espagne) en 1936, l'exploitation minière connaît un déclin progressif. L'extraction minière a cessé d'être une activité rentable et vers les années 1943-44, les mines ont dû fermer.